# Фаа-ди-Бруно, Франческо

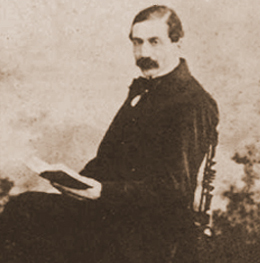
Франче́ско Фаа́-ди-Бруно

Франче́ско Фаа́-ди-Бруно (итал. Francesco Faà di Bruno; 29 марта 1825, Алессандрия, Сардинское королевство, — 27 марта 1888, Турин, Италия) — итальянский математик и священник, блаженный римско-католической церкви, причисленный к лику блаженных римским папой Иоанном Павлом II в 1988 году.

## Биография
Принадлежал к старинному графскому роду, из которого в XVI веке вышла супруга герцога Мантуи Камилла Фаа. По окончании курса в коллегии в Новой Лигуре, Фаа-ди-Бруно поступил в Туринскую военную академию, из которой вышел в 1846 году.
Участвовал в войне 1848—1849 годов. В 1849 году командирован в Париж для усовершенствования в математике. По возвращении в отечество, выйдя в 1853 году в отставку, Франческо Фаа-ди-Брюно снова отправился в Париж, занимался под руководством Коши и Леверрье и при дружественном влиянии со стороны Муаньо и Эрмита.
В 1855 году возведён парижским факультетом в степень доктора после представления им диссертации «Théorie de l'élimination, dévoleppement de la fonction perturbatrice d’une planète» (П., 1856).
С 1860 года читал лекции в Туринском университете. В 1871 году, получив и там степень доктора и звание профессора, занял кафедру высшего анализа и высшей геометрии, но впоследствии читал лекции только по высшему анализу.
В 1876 году он вступил в духовное сословие, стал аббатом и основал в Турине консерваторию «del Suffragio» с церковью при ней.

## Учёно-литературная деятельность
Учёно-литературная деятельность Фаа-ди-Бруно началась с 1852 года помещением в XVII том журнала Лиувилля статей «Démonstration d’un théorème de Sylvester sur la décomposition, d’un produit de 2 dé term.» и «Démonstration d’un théorème de Sylvester sur la réduction d. fonct. homog. à 2 lettres à leur forme canonique».
Из сочинений Фаа-ди-Бруно самым большим распространением — и притом не в одной только Италии — пользовались следующие:
- «Théorie générale de l'élimination» (II., 1859);
- «Cenni elem. sopra il calcolo degli errori» (Турин, 1867; вышло также во французском переводе);
- «Théorie des formes binaires» (Турин, 1876; есть и в немецком переводе).

Из многочисленных мемуаров и журнальных статей, помещенных Фаа-ди-Бруно, назовем:
- «Stabilim. di un osservatorio magnet. e meteorol. in Torino» («Il Nuovo Cimento», III, 1853);
- «La teorica d. invarianti» (Tortolini, «Annali di Matematica pura ed applicata», VI, 1855);
- «Le funz. simmetr. d. radici di una equaz.» (там же);
- «Funz. isobar» (там же, VII, 1856);
- «Les restes produits par 1. rech. du plus grand commun diviseur entre 2 polynômes» («Comptes rendus des séances de l’Académie des sciences de Paris», XLII, 1856);
- «Nouv. série dans 1. fonctions ellipt.» (там же, XCV, 1882);
- «Nouv. formule de calcul différ.» («The Quarterly Journal of pure and applied Mathematics», I, 1857);
- «Démonstration êlémentaire du théorème fondam. sur les lignes géodésiques» («Nouvelles annales de mathématiques», IV, 1865);
- «La partition des ombres» («Crelle’s Journal», LXXXV, 1878);
- «Notes on modern algébra» («American Journal of Mathematics», III, 1880);
- «Démonstration directe de la formule jacobienne de la transformation cubique» (там же, X, 1887).

Фаа-ди-Бруно был известен и как изобретатель новых приборов: пишущего аппарата для слепых, прибора для представления движения узлов и перигелия лунной орбиты, эллиптического циркуля и так далее.